# Кіт Траск
Кіт Траск (англ. Keith Trask, 27 листопада 1960) — новозеландський академічний веслувальник.
Олімпійський чемпіон 1984 року в складі розпашної четвірки без стернового.
Чемпіон світу 1983 року в складі розпашної четвірки зі стерновим.